# Atsimo-Andrefana
Regija Atsimo-Andrefana je jedna od 23 regije (faritra) Madagaskara, u Provinciji Toliara. Administrativni centar ove regijeje grad Toliara.  
Ime regije Atsimo-Andrefana na malagaškom znači Jugozapad, a to i odgovara poziciji te regije.

## Zemljopisne karakteristike
Teritorij Regije Atsimo-Andrefana prostire se na jugozapadu Madagaskara, uz obale Mozambičkog kanala i Indijskog oceana.
Ova regija sa sjevera graniči s regijom Menabe, sa sjeveroistoka s regijama; Amoron'i Mania i Matsiatra Ambony, s istoka s regijama; Ihorombe i Anosi i s jugoistoka s regijom Androy. Broj stanovnika ove regije, procjenjen je 2004. na 1 018 500, a ukupna površina na 66 236 km². Većinsko stanovništvo ove regije je malgaški narod Mahafali.

## Aministrativna podjela
Regija Atsimo-Andrefana podjeljena je na devet okruga:
1. Ampanihi
2. Ankazoabo
3. Benenitra
4. Beroroha
5. Betioki
6. Morombe
7. Sakaraha
8. Toliara II.
9. Toliara

## Vanjske poveznice
- Službene stranice REgije Atsimo-Andrefana  Arhivirana inačica izvorne stranice od 2. listopada 2019. (Wayback Machine) (fr.)